# 西井万理那
西井 万理那（にしい まりな）は、日本の女性アイドル。女性アイドルグループ・生ハムと焼うどん（活動休止中）、APOKALIPPPS（活動休止中）、日替わり定食二人前のメンバー。メタバース・アイドルユニット・ヴァルこめけんぱっ!のメンバー。ZOCの元メンバー。埼玉県出身。

## 経歴
私立川村中学校卒業。
日本芸術高等学園に入学後、東理紗と出会い、高校1年秋の文化祭に出演するユニットとして結成された生ハムと焼うどんで活動することを決める。
2014年2月4日、目黒ライブステーションにて４人組女性アイドルグループ・あにばぁ〜すのメンバーとして初ライブを行う。
2015年2月、生ハムと焼うどんとしてライブ活動を開始。2016年3月に赤坂BLITZ、同年10月にTOKYO DOME CITY HALLでのワンマンライブを成功させる。
この頃から東と不仲となり、2017年4月21日にLIQUIDROOMで行われたライブで「断食」（活動休止）に入る。
2017年8月、西井が中心となってアイドルグループ・APOKALIPPPSを結成、8月27日に横浜アリーナで行われた@JAM EXPO 2017でお披露目。
2018年9月18日、大森靖子が「共犯者」を務めるZOCの結成メンバーとして、この日行われた「大森靖子生誕祭」（LIQUIDROOM）でお披露目。APOKALIPPPSと兼任。
2019年
- 2月19日、ドラゴンクエストX第7期初心者大使に選ばれた[9][10]。
- 8月2日、TOKYO IDOL FESTIVALで開催された「第5回ミューコミプラス しゃべれる女王決定戦」で優勝。副賞として同イベントのMC・吉田尚記がパーソナリティを務める「ミューコミプラス」（ニッポン放送）で9月の月曜アシスタントの権利を獲得し、10月以降も継続してレギュラーとなった（「ミューコミプラス」後継番組「ミューコミVR」でも引き続きレギュラー出演）。

2023年
- 1月11日、ニッポン放送のメタバースラジオ番組「ミューコミVR」内で結成された一翔剣、こめこねこ2世こと西井万理那、もちこねみ9世ことCUBERSの末吉9太郎によるメタバース・アイドルユニット・ヴァルこめけんぱっ!が「バーチャれ！ニッポン」をリリース[1]。
- 2月9日、不定期イベント「西りか24」にて、西井万理那、ゑりかちゃんべいびーの２名で新ユニット結成を発表。後にユニット名は、日替わり定食二人前となる[11]。
- 7月20日、東京・高円寺HIGHで行われた「あぽかりっぷす20230720」にて、APOKALIPPPSが活動休止[12]。
- 12月2日、ZOCオフィシャルサイトで、ZOCとしての活動を当面の間休止し休養することを発表[13]。

2024年
- 3月31日、ZOCを脱退し、所属事務所のTOKYO PINKから退所[14]。

2025年
- 5月4日、アイドルグループaminiへの加入を発表[15]。

## 人物・エピソード
高校卒業後、大学に進学する傍ら、専門学校の声優コースにも通った。
東との不仲の原因については、金銭的な問題が生じたためと、APOKALIPPPSメンバーとして出演した2018年5月2日（1日深夜）配信の「矢口真里の火曜The NIGHT」（AbemaTV）で語っている。
尚、年齢については2024年より非公開とし、年齢を聞かれた場合は2024年8月31日のライブ会場にて「2〜35〜6歳（にさんじゅうごろくさい）」と答えることになった。

## 出演

### テレビ
- 新しい波24（2017年6月5日 - 6月12日、フジテレビ）
- 答えを聞いたらもう一度見たくなる！クイズ二度見（2017年7月6日、フジテレビ）[18]
- 深夜に発見！新ｓｈｏｃｋ感〜一度おためしください〜（テレビ東京）
  - 2017年8月12日 - 8月19日
  - 2017年10月21日 - 10月28日
  - 2018年1月6日 - 1月13日
  - 2018年2月3日
  - 2018年4月7日 - 4月14日
  - 2018年8月4日
  - 2018年7月14日 - 7月21日
  - 2018年10月6日 - 10月13日
  - 2019年1月5日 - 1月12日
- IDOL♡アカデミー(K・U・T )ノ爆（2017年11月22日、Kawaiian TV）
- 「シルク・ドゥラ・シンフォニー」いよいよ日本初上陸ＳＰ！（2017年11月26日、テレビ東京）[19]
- 一夜づけ（2018年、テレビ東京）- レギュラー
- えりぬきアイドルがその場で調べるニュースの結論（略して）バラ売り（2018年5月19日、7月14日、9月22日、Kawaiian TV）
- 日曜もアメトーーク!（2018年9月2日、テレビ朝日）
- 天才てれびくん（2019年12月2日 - 4日[20]、2022年2月7日 - 9日[21]、12月5日[22]、NHK Eテレ）
- 人生のゲーム実況！思い出GAMES（2020年4月1日（3月31日深夜）、中京テレビ）[23]

### ラジオ
- ミューコミプラス（2019年9月10日 - 2021年3月23日、ニッポン放送）- 月曜「リベロ」[注 2]（アシスタント[注 3]）
- ミューコミVR（2021年4月4日 - 、ニッポン放送）- パートナー　[25]。

### ネット番組
- 必殺!バカリズム地獄（2017年7月28日、AbemaTV）
- 猫舌SHOWROOM「豪の部屋」（2018年10月23日、SHOWROOM）
- 猫舌SHOWROOM「西咲ほしのおさむATM」（2019年2月7日、2月14日、2月28日、3月7日、SHOWROOM）
- 超ドラゴンクエストX TV（2019年2月19日 - 2019年8月3日、ニコニコ生放送）- 第7期初心者大使
- クナラボ（2022年7月14日、HAKUNA）

### CM
- ヤマハ・トリシティシリーズ「サウナとトリシティでととのった！」編（2017年7月、ヤマハ発動機）[26]
- ドラゴンクエストX いばらの巫女と滅びの神 オンライン（2019年10月、スクウェア・エニックス）[27]
- ドラゴンクエストX オンライン オールインワンパッケージ version 1-6（2022年[28]、2023年[29]、スクウェア・エニックス）

### ミュージックビデオ
- ぱいぱいでか美「PPDKM」[30]
- 二丁目の魁カミングアウト「まるもうけ」
- ゆるめるモ!「永遠の瞬間」
- 大森靖子
  - 「NIGHT ON THE PLANET -Broken World-」[31]
  - 「前説ADvance」[32]
- 平野友里「1995」[33]

### 雑誌
- YouTuberの本
- HR
- zipper

### 書籍
- 『ZOC BIBLE』（2021年4月1日、KADOKAWA）

### 舞台
- 劇団TEAM-ODAC 第21回本公演「小さな結婚式〜いつか、いい風は吹く〜」（2016年4月6日 - 10日、紀伊國屋ホール）
- 冒険者たちのホテル〜ドラゴンクエストXに集いし仲間たち〜（2024年2月7日 - 12日、品川プリンスホテル クラブeX）[34]
- 経験済みなキミと、経験ゼロなオレが、お付き合いする話。（2024年8月16日 - 25日、新宿村LIVE） - 谷北朱璃 役[35]
- 歌劇「千本桜〜令和間引刻〜」（2025年10月30日 - 11月3日、こくみん共済 coop ホール／スペース・ゼロ） - 山茶花 役[36]

### イベント
- 武道館アイドル博2017（2017年5月6日、日本武道館）[37]
- TOKYO IDOL FESTIVAL オンライン 2020（2020年10月4日、お台場・青梅周辺エリア）- ミューコミプラスのレギュラー陣で結成されたスペシャルユニット「ミューコミ娘。」として出演[38]。
  - メンバー：西井万理那、香椎かてぃ（ZOC）、末吉9太郎（CUBERS）、三田美吹（CROWN POP）、十束おとは（フィロソフィーのダンス）、根岸可蓮（たこやきレインボー）※香椎かてぃは不参加。
- 【バズ草ガール初イベント】バレンタイン予定なくて草も生えない人集まれ（2023年2月14日、LOFT9 Shibuya）- 出演：バズ草ガール（西井万理那、鎮目のどか）ゲスト：振付師のやちありこさん[39]